# Peristoma
Peristoma ist eine Gattung der Familie der Vielfraßschnecken (Enidae) aus der Unterordnung der Landlungenschnecken (Stylommatophora).

## Merkmale
Die rechtsgewundenen, länglich-konischen bis turmförmigen Gehäuse werden 12 bis 20 mm hoch und 4 bis 9 mm breit. Sie haben 6,5 bis 9 Windungen mit nur mäßig konvex gewölbter Peripherie. Die Mündung ist  zugespitzt eiförmig, die Mündungsebene steht schräg zur Windungsachse. Der Mundsaum ist nur wenig umgebogen mit dünnen Mündungsränder. Die Ansatzstellen der Mündung an die vorige Windung nähern sich einander etwas an. Sie sind durch eine mehr oder weniger dicke weißliche Lage miteinander verbunden. Die Mündung ist ohne Zähne. Die Oberfläche der weißlich-gelblichen bis kastanienbraunen Gehäuse weist undeutliche radiale Streifen und Fältchen sowie manchmal auch feine spirale Elemente auf.
Im männlichen Trakt des zwittrigen Geschlechtsapparates tritt der wenig gewundene Samenleiter in den vergleichsweise kurzen Epiphallus ein. An der Eintrittsstelle ist ein kurzes, konisches Flagellum ausgebildet, dem ein kürzeres, konisches Epiphalluscaecum gegenübersteht. Der Epiphallus ist länger als der Penis. Am Übergang Epiphallus zum Penis ist der Penis sehr stark und abgeflacht-kugelig verdickt, mehr als auf die dreifache Dicke des Epiphallus. Die Dicke nimmt zur Einmündung des Penis in das Atrium allmählich auf die Dicke des Epiphallus ab. Ein Peniscaecum fehlt, der Penisappendix mündet direkt in das Atrium. Er besteht aus einem verdickten unteren Teil ((A-1, deutlich länger als der Penis), darauf folgt ein kurzer, kugelig abgesetzter Teil (A-2). Der dünnere Teil (A-3) ist vergleichsweise kurz, während der dünne obere Teil (A-4) sehr lang ist. Das keulenförmige Endteil (A-5) ist mäßig lang. Insgesamt hat der Penisappendix etwa die doppelte Länge von Penis und Epiphallus zusammen. Der Stimulator im Innern des Penis ist zapfenförmig mit einer Längsrinne. Der Retraktormuskel spaltet sich in zwei Stränge auf, ein Strang setzt am Penis, nahe am Übergang zum Epiphallus an, der andere Strang nahe Ende des verdickten Teiles (A-1) des Penisappendix. Im weiblichen Trakt ist der freie Eileiter (Ovidukt) nur wenig länger als die Vagina. Die Spermathek ist vergleichsweise kurz, der Stiel dick und nicht gewunden. Die Blase kommt etwa in der Mitte der Prostata zu liegen. Kurz vor der Blase zweigt ein kurzes wurmförmiges Divertikel ab.

## Geographische Verbreitung
Die wenigen Arten der Gattung kommen auf der Krim und im westlichen Kaukasus vor.

## Taxonomie
Die Gattung wurde 1833 von Josef Krynicki vorgeschlagen. Einzige damals zugewiesene Art und damit die Typusart ist Peristoma merdueniana, recte Peristoma merduenianum, da Peristoma vom Geschlecht her ein Neutrum ist. Die Gattung wird in den neueren Publikation als eigenständige Gattung anerkannt.
- Gattung Peristoma Lindholm, 1925
  - Peristoma boettgeri (Clessin, 1883)
  - Peristoma lanceum Schileyko, 1984
  - Peristoma merduenianum Krynicki, 1833
  - Peristoma rupestre (Krynicki, 1833)

## Belege

### Online
- AnimalBase: Peristoma Krynicki, 1833